# Dmosin Drugi
Dmosin Drugi [pronunciación en polaco: /ˈdmɔɕin ˈdruɡi/] ("Dmosin El segundo") es un sołectwo ubicado en el distrito administrativo de Gmina Dmosin, dentro del Distrito de Brzeziny, Voivodato de Łódź, en Polonia central. Es uno de los tres sołectwos (Dmosin, Dmosin Pierwszy y Dmosin Drugi) que conforma la región de Dmosin. Se encuentra aproximadamente a 15 kilómetros al norte de Brzeziny y a 26 kilómetros al noreste de la capital regional Łódź.
El pueblo tiene una población de 350 habitantes.